# Epione

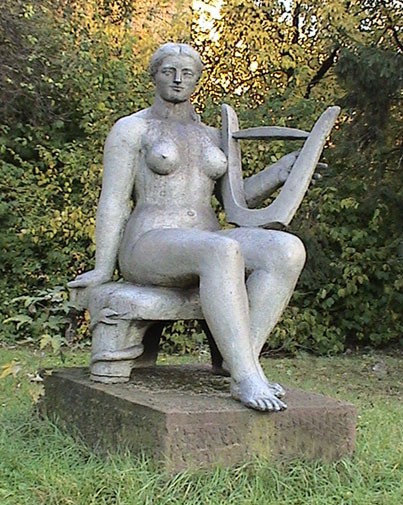
Epione por Ferenc Illés (século 20)

Epione (em grego:  Ἠπιόνη) na mitologia grega era a deusa do calmante da dor, na verdade, seu nome significa suave. Com o semideus Asclépio teve diversos filhos, entre os quais Panaceia, Hígia (ou Higeia), e Telésforo.